# Hernando de Acuña
Pour les articles homonymes, voir Acuña.
Diego Hernando de Acuña (Valladolid, 1518 - Grenade, 22 juin 1580) fut un diplomate et poète espagnol de la Renaissance influencé par Pétrarque.

## Biographie
D'origine noble, il se consacra au métier des armes et combattit comme soldat en Italie sous les ordres du marquis del Vasto avec qui il participa à la guerre du Piémont, prenant la place laissée par son frère Pedro décédé, et en Allemagne. Il dédia des vers à deux dames, Silvia et Galatea, pendant son séjour vers 1543 dans le Tessin. Fait prisonnier par les français, sa rançon fut payée par l'empereur, qui le nomma gouverneur de Querasco. Finalement il participa en la fameuse bataille de Saint-Quentin.
Vers 1560, il quitta la vie militaire et revint en Espagne, se mariant avec une cousine appelée Juana de Zúñiga et il s'installa à Grenade, où en compagnie de don Diego Hurtado de Mendoza y Pacheco il exerça son influence sur les jeunes poètes. 

## Œuvres
Il appartient à la première génération de poètes espagnols de la Renaissance influencés par Pétrarque. Il lia amitié avec Garcilaso de la Vega, à qui il dédia une épigramme en latin peu de temps avant sa mort. Traducteur d'œuvres classiques des grands écrivains latins et italiens (l’Orlando de Boyardo, le Chevalier Délibéré d’Olivier de la Marche) il est connu pour ses sonnets, ses églogues et élégies, dont certains sont dédiés à l'Empereur Charles Quint (Charles Ier d'Espagne). Voir le thème de son fameux sonnet Al rey nuestro señor, qui devint célèbre pour un de ses vers, qui résume l'idéal politique de Charles Quint: Un monarca, un imperio y una espada (« Un monarque, un empire et une épée »). Il mit également en quintils doubles El caballero determinado de Olivier de la Marche, œuvre mise en prose par son ami, l'empereur Charles Quint.
Sa veuve publia à Madrid en 1591 après sa mort ses Varias poesías (Poésies variées), poésies proches de celles publiées par Garcilaso de la Vega ou Juan Boscán.